# Macrocefalia urbana en España
La macrocefalia urbana es un fenómeno demográfico que indica un importante peso de una ciudad en un determinado país o región. El término macrocefalia es un concepto científico que significa literalmente "cabeza grande", que en este caso se refiere a la ciudad o área principal sobre la que se mide el grado de macrocefalia urbana. Es decir, es la concentración de población y poder político, económico y administrativo en la ciudad capital. La macrocefalia urbana es calculada dividiendo el número de habitantes de una región por la población de su capital o el área metropolitana de ésta.
A nivel nacional, España tiene una macrocefalia urbana de un 6,77% (INE: 2015), es decir, su capital, Madrid, con 3.141.991 habitantes, concentra algo más del 6% de la población de España, porcentaje bajo si lo comparamos con países como Perú (30%) o Uruguay (40%).
Por provincias, Pontevedra es la que menor macrocefalia urbana en torno a su capital tiene, con tan solo un 8,72%, y Álava la que mayor concentración tiene, con un 76,09%, sin tener en cuenta las ciudades autónomas de Ceuta y Melilla. La media española por provincias es de un 34% de macrocefalia.
| Provincia española     | N.º hab provincia | N.º hab capital | Porcentaje de macrocefalia urbana |
| ---------------------- | ----------------- | --------------- | --------------------------------- |
| Álava                  | 336 308           | 255 886         | 76,09%                            |
| Albacete               | 387 529           | 173 206         | 44,69%                            |
| Alicante               | 1 955 268         | 349 282         | 17,86%                            |
| Almería                | 753 364           | 200 578         | 26,62%                            |
| Asturias               | 1 006 060         | 217 584         | 21,63%                            |
| Ávila                  | 159 764           | 57 741          | 36,14%                            |
| Badajoz                | 666 049           | 150 190         | 22,55%                            |
| Barcelona              | 5 797 356         | 1 660 122       | 28,64%                            |
| Burgos                 | 357 370           | 174 451         | 48,82%                            |
| Cáceres                | 388 257           | 96 215          | 24,78%                            |
| Cádiz                  | 1 254 866         | 111 811         | 8,91%                             |
| Cantabria              | 588 387           | 176 238         | 29,95%                            |
| Castellón              | 604 086           | 172 726         | 29,59%                            |
| Ciudad Real            | 491 927           | 75 303          | 15,31%                            |
| Córdoba                | 775 002           | 323 763         | 41,78%                            |
| Cuenca                 | 198 436           | 53 512          | 26,97%                            |
| Gerona                 | 808 672           | 104 320         | 12,90%                            |
| Granada                | 934 072           | 230 595         | 24,69%                            |
| Guadalajara            | 275 082           | 89 010          | 32,36%                            |
| Guipúzcoa              | 726 712           | 188 743         | 25,97%                            |
| Huelva                 | 534 084           | 142 532         | 26,69%                            |
| Huesca                 | 226 878           | 54 136          | 23,86%                            |
| Islas Baleares         | 1 209 906         | 423 350         | 34,99%                            |
| Jaén                   | 620 637           | 111 888         | 18,03%                            |
| La Coruña              | 1 123 884         | 247 376         | 22,01%                            |
| La Rioja               | 322 282           | 150 583         | 46,72%                            |
| Las Palmas             | 1 145 843         | 378 027         | 32,99%                            |
| León                   | 448 573           | 121 281         | 27,04%                            |
| Lérida                 | 447 343           | 143 094         | 31,99%                            |
| Lugo                   | 324 267           | 98 214          | 30,29%                            |
| Madrid                 | 6 871 903         | 3 332 035       | 48,49%                            |
| Málaga                 | 1 752 728         | 586 384         | 33,46%                            |
| Murcia                 | 1 551 692         | 469 177         | 30,24%                            |
| Navarra                | 672 155           | 205 762         | 30,61%                            |
| Orense                 | 304 563           | 104 250         | 34,23%                            |
| Palencia               | 157 787           | 76 331          | 48,38%                            |
| Pontevedra             | 946 710           | 82 535          | 8,72%                             |
| Salamanca              | 327 089           | 143 954         | 44,01%                            |
| Santa Cruz de Tenerife | 1 067 173         | 209 395         | 19,62%                            |
| Segovia                | 155 332           | 51 011          | 32,84%                            |
| Sevilla                | 1 959 394         | 684 025         | 34,91%                            |
| Soria                  | 89 528            | 40 096          | 44,79%                            |
| Tarragona              | 848 592           | 138 262         | 16,29%                            |
| Teruel                 | 135 046           | 36 267          | 26,86%                            |
| Toledo                 | 731 112           | 86 070          | 11,77%                            |
| Valencia               | 2 656 841         | 807 693         | 30,40%                            |
| Valladolid             | 521 333           | 297 459         | 57,06%                            |
| Vizcaya                | 1 153 282         | 346 096         | 30,01%                            |
| Zamora                 | 166 927           | 59 259          | 35,50%                            |
| Zaragoza               | 979 365           | 682 513         | 69,69%                            |